# Masque (spectacol baroc)

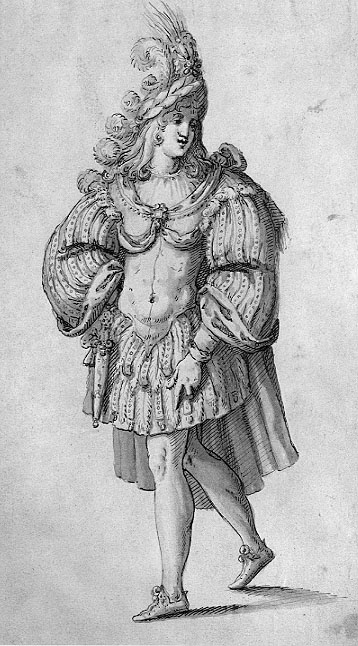
Costum pentru un Cavaler, de Inigo Jones — întreaga garderobă este „folosibilă” pentru genul muzical opera seria, al secolului al 18-lea.

- Acest articol se referă o formă de divertisment de curte din Europa de vest, din secolele 
 al XVI-lea și al XVII-lea. Pentru orice alte sensuri, vedeți Masque (dezambiguizare).

Cuvântul masque (în română mască) desemna un spectacol, o anumită formă complexă de divertisment de curte, care a fost foarte des întâlnită în Europa de vest, în secolele al XVI-lea și al al XVII-lea, având sorgintea în Italia, în varii forme, incluzând intermedio.
Spectacolul de tip masque implica joc scenic, dialoguri, muzică și dans, cântat (similar [[Operă (gen muzical)|teatrului liric) și actorie, toate realizate într-o scenografie elaborată, în care cadrul scenic și costumele puteau fi proiectate de un arhitect renumit, pentru a prezenta o alegorie respectuoasă, decentă și, mai ales, măgulitoare pentru patronul spectacolului.
Pentru a corespunde scopului esențial, măgulirea, erau angajați actori și muzicieni profesioniști pentru părțile de vorbire și de cântat. Unii nu purtau măști, iar alții purtau. Adesea, cei mascați (de unde și numele spectacolului), care nu vorbeau și nici nu cântau, erau curteni. Spre exemplu, regina engleză Anna a Danemarcei a dansat frecvent cu doamnele ei, toate fiind mascate, între 1603 și 1611, iar Henric al VIII-lea și Carol I au jucat, ca mascați, la spectacolele de la curțile lor. În cea mai bună tradiție masculină, Ludovic al XIV-lea al Franței a dansat într-un spectacol de balet la Versailles, pe muzica lui Jean-Baptiste Lully.

## Originile genului
Acest gen de spectacol își avea originile într-o tradiție populară în care, jucătorii mascați chemau pe neașteptate un nobil, în antreul locuinței sale, dansând și aducând cadouri, în anumite nopți ale anului sau sărbătorind diferite ocazii dinastice.
Prezentarea rustică a lui „Pyramus și Thisbe,” ca divertisment de nuntă din piesa Visul unei nopți de vară, de Shakespeare, oferă un exemplu familiar, foarte similar cu spectacolul masque însuși. Spectatorii au fost invitați să se alăture dansului. La sfârșit, jucătorii își scoateau măștile pentru a-și dezvălui identitatea.

## Evoluția genului
Tradiția spectacolelor cu mascați s-a dezvoltat de la spectacolele elaborate și de la cele de curte ale Ducatului de Burgundia, în Evul Mediu târziu. „Mascatele” (spectacolele cu oameni mascați) erau, de obicei, o ofertă gratuită a unui prinț oferită oaspeților săi. Acest gen de spectacole puteau combina decoruri pastorale, fabule mitologice și elemente dramatice ale dezbaterii etice.
Invariabil, ar fi existat, întotdeauna, o anumită conotație politică și socială a alegoriei. Astfel de concursuri celebrau adesea nașterea, căsătoria, schimbarea conducătorului sau o intrare regală și se terminau, invariabil, cu un tablou de beatitudine și concordie.
Imaginile spectacolelor mascate tindeau să fie extrase din surse clasice, mai degrabă decât din surse creștine, iar „artificiul” făcea parte din Grand Dans (marele dans). Masque s-a împrumutat astfel tratamentului manierist, de erau în mâinile unor maeștri designeri precum Giulio Romano sau Inigo Jones.
Curentul din critica literară de limbă engleză, New Criticism, în lucrări precum eseurile lui Bevington și Holbrook The Politics of the Stuart Court Masque (1998), au subliniat subtextul politic al mascaților.
Uneori, subtextul politic nu era departe de căutat; spre exemplu, în Anglia, spectacolul masque „Triumful Păcii”, realizat cu o sumă mare de bani strânși de parlament de Carol I, a cauzat mare ofensă pentru puritani. Festivalele de la curtea Catherinei de Medici, adesea chiar mai deschis politice, au fost printre cele mai spectaculoase distracții ale ei, deși „intermezzi” de la curtea Medici din Florența  le-ar putea rivaliza.

## Moștenire
În Anglia, cei mai remarcabili umaniști, atât poeții, dar și dramaturgii, precum și alți artiști ai vremii, legați de genul dramatic, s-au dedicat, în întreaga intensitate a puterilor lor creatoare, producerii spectacolelor de acest gen. Până când puritanii au închis teatrele engleze, în 1642, masque/masca a fost cea mai înaltă formă de artă complexă din Anglia.
Deși îngloba dans, un fel de balet incipient, coregrafie, teatru, o formă anume de teatru liric, „naiv” și „infantil,” decoruri, muzică aleasă, fast și sofisticare, din cauza naturii sale efemere, nu a mai rămas multă documentație legată de „mascați” și o bună parte din ceea ce se spune și ceea ce ne-a rămas despre producția și bucuria provocată de astfel de spectacole este, din păcate, încă supusă speculațiilor.

## Listă de spectacole masque notabile

### Spectacole masque (secolul al XVII-lea)
- Chloridia — Chloridia
- Christmas, His Masque — Crăciunul, masca sa
- Comus (John Milton) — Comus - John Milton
- Cupid and Death — Cupidon și moartea
- The Fairy-Queen — Zâna-Regină sau Regina-Zânelor
- The Fortunate Isles and Their Union — Insulele norocoase și unirea lor
- The Golden Age Restored — Epoca de aur restaurată
- The Gypsies Metamorphosed — Țiganii metamorfozați
- The Hue and Cry After Cupid — Nuanța și plânsul după Cupidon
- Hymenaei — Hymenaei
- The Lady of May — Doamna lunii mai
- Lord Hay's Masque — Masca lui Lord Hay
- The Lords' Masque — Masca lorzilor
- The King's Entertainment at Welbeck — Distracția regelui la Welbeck
- London's Love to Prince Henry — Dragostea Londrei față de Prințul Henry
- Love Freed from Ignorance and Folly — Dragostea eliberată de ignoranță și nebunie
- Love Restored — Dragostea restaurată
- Love's Triumph Through Callipolis — Triumful dragostei prin Callipolis
- Love's Welcome at Bolsover — Iubirea este binevenită la Bolsover
- Luminalia — Luminalia
- Mercury Vindicated from the Alchemists — Mercur justificat de la alchimiști
- Neptune's Triumph for the Return of Albion — Triumful lui Neptun pentru întoarcerea lui Albion
- Oberon, the Faery Prince — Oberon, prințul zânelor
- Pleasure Reconciled to Virtue — Plăcerea împăcată cu virtutea
- Salmacida Spolia — Salmacida Spolia
- Tempe Restored — Tempe restaurat
- Tethys' Festival — Festivalul Tethys
- The Masque of Augurs — Masca (Masque) Augurilor
- The Masque of Beauty — Masca (Masque) frumuseții
- The Masque of Blackness — Masca (Masque) întunericului
- The Masque of the Inner Temple and Gray's Inn — Masca (Masque) templului interior și hanul lui Gray
- The Masque of Queens — Masca (Masque) reginelor
- The Memorable Masque of the Middle Temple and Lincoln's Inn — Masca (Masque) memorabilă a Templului Mijlociu și Hanul lui Lincoln
- The Shepherd's Paradise — Paradisul Păstorilor
- The Sun's Darling — Draga Soarelui
- The Triumph of Beauty — Triumful frumuseții
- The Triumph of Peace — Triumful păcii
- The Vision of Delight — Viziunea deliciului
- The Vision of the Twelve Goddesses — Viziunea celor douăsprezece zeițe
- The World Tossed at Tennis — Lumea aruncată la tenis
- Time Vindicated to Himself and to His Honours — Timp justificat Lui însuși și onorurilor Sale

### Spectacole masque (secolul al XVI-lea)
- Albion; or, The Court of Neptune — Albion; sau, Curtea lui Neptun
- Albion Restor'd — Albion-ul restaurat
- Alfred — Alfred (opera lui Arne)
- Apollo and Daphne — Apollo și Daphne
- Beauty and Virtue — Frumusețe și virtute
- Britannia (masque) — Britannia (masque)
- Britannia and Batavia — Britannia și Batavia
- Calypso; a masque — Calypso; un spectacol masque
- The Comick Masque of Pyramus and Thisbe — Masca (Masque) comică a lui Pyramus și Thisbe
- Comus — Comus - John Milton
- The Death of Dido — Moartea lui Dido
- The Druids, a masque — Druizii, o masca
- The Fairy Favour — Favoarea Zânelor
- The Fairy Festival — Festivalul Zânelor
- The Fairy Prince — Prințul Zânelor
- The Festival — Festivalul (Masque)
- The Genius of Ireland (version 1) — Geniul Irlandei
- The Genius of Ireland (version 2) — Geniul Irlandei
- The Happy Nuptials — Nupțialele fericite
- The Judgement of Hercules — Judecata lui Hercule
- The Judgement of Paris — Judecata lui Paris (operă)
- Love and Glory — Iubire și slavă
- The Masque of Hymen — Masca himenului
- The Masque of Neptune's Prophecy — Masca profeției lui Neptun
- The Masque of Orpheus and Euridice — Masca lui Orfeu și a Euridicei
- The Masque of Solon — Masca lui Solon
- The Nuptials — Nupțialele
- The Nuptial Masque — Masca nupțială
- Pan and Syrinx — Pan și Syrinx
- Peleus and Thetis: A Masque — Peleus și Thetis: o mască
- Presumptuous Love: A Dramatick Masque — Dragoste prezumtivă: o masca dramatică
- Shakespeare's Jubilee, a Masque — Jubileul lui Shakespeare, o mască
- The Statute, a Pastoral Masque — Statutul, o mască pastorală
- The Syrens, a masque — Sirenele, o mască
- The Triumph of Peace — Triumful păcii
- Telemachus — Telemachus (masque)
- The Triumphs of Hibernia — Triumful Hiberniei
- Venus and Adonis — Venus și Adonis (operă)